# Curiosity (xe tự hành)
Curiosity là một xe tự hành Sao Hỏa có kích thước bằng một chiếc ô tô được thiết kế để khám phá hố va chạm Gale trên Sao Hỏa như một phần của Phòng thí nghiệm khoa học Sao Hỏa (MSL) của NASA. Curiosity được phóng từ Mũi Canaveral vào ngày 26 tháng 11 năm 2011, 15:02 UTC trên tàu vũ trụ MSL và đáp xuống Aeolis Palus ở hố va chạm Gale vào ngày 6 tháng 8 năm 2012, lúc 05:17 UTC. Điểm hạ cánh Bradbury Landing cách chưa đầy 2,4 kilômét (1,5 mi) từ trung tâm của mục tiêu hạ cánh của Curiosity sau cuộc hành trình dài 560 triệu km (350 triệu mi).
Các mục tiêu của nhiệm vụ bao gồm điều tra về khí hậu và địa chất của Sao Hỏa; đánh giá xem liệu địa điểm được chọn bên trong Gale có từng cung cấp các điều kiện môi trường thuận lợi cho sự sống của vi sinh vật hay không (bao gồm cả điều tra về vai trò của nước), và nghiên cứu khả năng sinh sống trên hành tinh để chuẩn bị cho quá trình khám phá của con người.
Vào tháng 12 năm 2012, nhiệm vụ hai năm của Curiosity đã được gia hạn vô thời hạn. Vào ngày 5 tháng 8 năm 2017, NASA đã tổ chức lễ kỷ niệm 5 năm ngày xe tự hành Curiosity hạ cánh và những thành tựu thăm dò liên quan trên Sao Hỏa. Vào ngày 6 tháng 8 năm 2022, một báo cáo về những thành tựu của xe tự hành Curiosity trong mười năm qua đã được báo cáo.
Thiết kế của Curiosity đóng vai trò là nền tảng cho xe tự hành Perseverance và Mars 2020.